# Humphrey Bogart

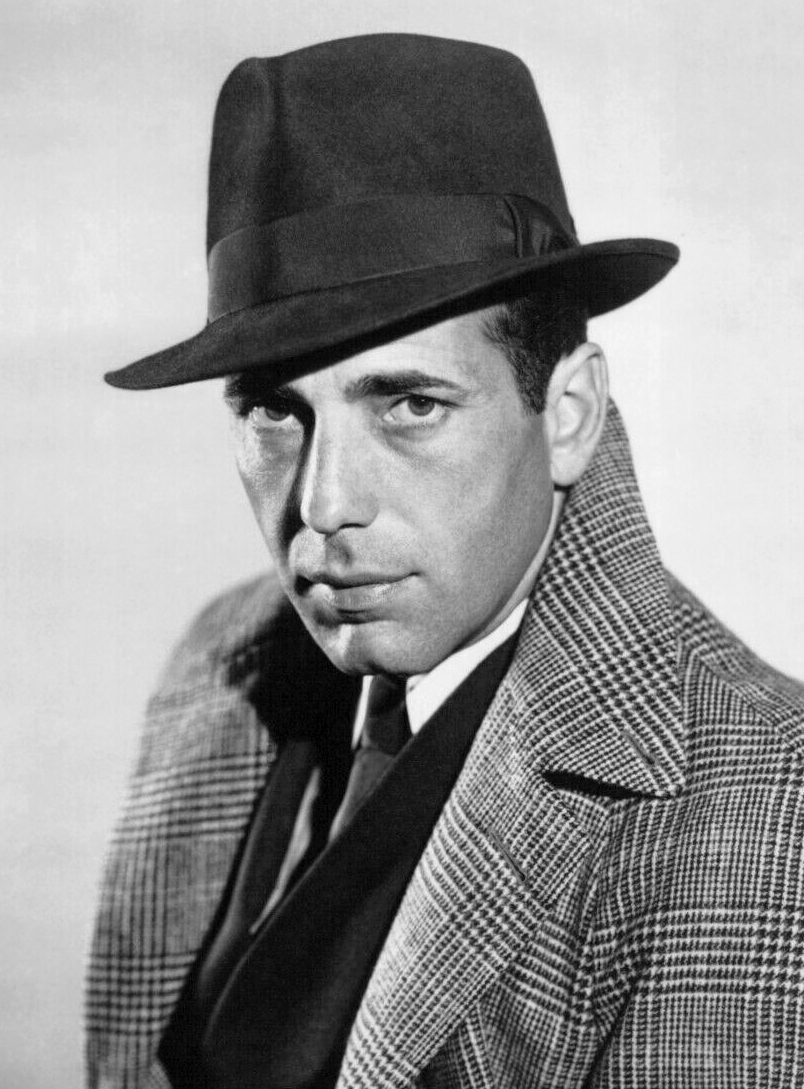
Humphrey Bogart (um 1937)

Humphrey DeForest Bogart (* 25. Dezember 1899 in New York City; † 14. Januar 1957 in Los Angeles) war ein US-amerikanischer Theater- und Filmschauspieler. 1999 wählte ihn das American Film Institute zum „größten männlichen amerikanischen Filmstar aller Zeiten“. Mit seinen Darstellungen harter, erfahrener, oftmals zynischer und konsequent einem inneren Moralkodex folgender Charaktere wurde er zu einer Ikone des 20. Jahrhunderts.
Nachdem er seine Schauspielerkarriere beim Theater begonnen hatte, kam Bogart Ende der 1920er-Jahre mit dem Tonfilm nach Hollywood. Während der 1930er-Jahre war er vor allem als Nebendarsteller in Gangsterrollen bekannt, darunter in Der versteinerte Wald und Chicago – Engel mit schmutzigen Gesichtern. Anfang der 1940er-Jahre gelang ihm der große Durchbruch zum Filmstar. Insbesondere den Film noir prägte er mit Filmen wie Die Spur des Falken, Tote schlafen fest und Gangster in Key Largo wie kein anderer Darsteller. Seine wohl berühmteste Rolle ist die des Cafébesitzers Rick Blaine in dem 1942 gedrehten Kultfilm Casablanca. Für seinen Auftritt im Abenteuerfilm African Queen erhielt er 1952 den Oscar als bester Hauptdarsteller.

## Leben

### Kindheit und Jugend

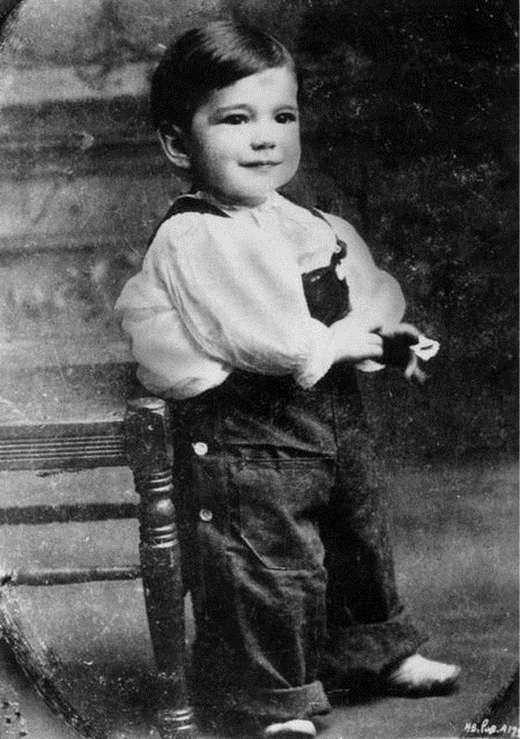
Humphrey Bogart als Kleinkind (1903)

Bogart wurde als Sohn des Chirurgen Dr. Belmont DeForest Bogart (1867–1934) und der Illustratorin Maude Cecil Humphrey (1868–1940) in ein wohlhabendes Elternhaus geboren. Erzogen wurde er vornehmlich von einem irischen Kindermädchen. Sein Lispeln – entstanden infolge einer schlecht verheilten Lippenverletzung – brachte ihm als Kind viel Spott ein. Bogart wurde auf gute Schulen geschickt, zeigte dort jedoch mäßige Leistungen und eine Abneigung gegen Autoritäten. Weil er 1918 wegen schlechten Betragens von der Phillips Academy ausgeschlossen wurde, erlangte Bogart keinen Abschluss einer High School.

### Frühe Karriere
Bogart ging im Frühjahr 1918 zur Marine, wurde jedoch nicht mehr im Ersten Weltkrieg eingesetzt. Im Wesentlichen diente sein Schiff zum Truppentransport. Die häufig anzutreffende Behauptung, seine Lippenverletzung sei von einem Granatsplitter beim Beschuss seines Schiffes verursacht worden, hat unter anderem Bogarts enger Freund David Niven in seinen Memoiren zurückgewiesen. Anfang der 1920er-Jahre betreute Humphrey Bogart die New Yorker Theaterkompanie sowie das kleine Filmstudio eines Freundes seiner Familie und begann, am Broadway als Theaterschauspieler zu arbeiten. 1920 hatte er auch eine winzige Rolle in einem in New York produzierten Film.
Ab 1930 drehte er erste Filme in Hollywood. Sein eigentliches Filmdebüt hatte er an der Seite von Joan Blondell in dem Kurzfilm Broadway’s Like That. Ein Durchbruch war jedoch weder vor der Kamera noch auf der Bühne in Sicht. Die Schauspielerei sagte Bogart zu, doch die bedeutungslosen Rollen, die er zu spielen hatte, stellten ihn nicht zufrieden. In dieser Zeit lernte Bogart am Broadway seinen dann lebenslangen und von ihm sehr bewunderten Freund Spencer Tracy kennen, der ihn 1930 als erster mit dem Spitznamen „Bogie“ ansprach.

### Der Durchbruch
Im Jahr 1935 bekam Humphrey Bogart eine für ihn damals eher ungewohnte Rolle angeboten: In dem Stück The Petrified Forest spielte er an der Seite von Hauptdarsteller Leslie Howard den Gangster Duke Mantee auf der Flucht. Mit 197 Aufführungen geriet das Stück zum großen Erfolg. Warner Bros. kaufte die Filmrechte an dem Stoff und wollte auch den damals bereits bekannten Filmstar Leslie Howard übernehmen, die Rolle des Duke Mantee sollte jedoch Edward G. Robinson bekommen, Warners Gangsterdarsteller Nummer 1. Howard bestand aber auf das Engagement seines Bühnenpartners, sodass das Studio schließlich nachgab. Der Film Der versteinerte Wald war sehr erfolgreich und machte Bogart über Nacht zum anerkannten Filmschauspieler. Er bekam einen mehrjährigen Vertrag bei Warner Bros. und vergaß nie, wem er seinen Durchbruch zu verdanken hatte. Leslie Howard starb 1943 auf dem europäischen Kriegsschauplatz, als sein Flugzeug bei einer Truppenbetreuungstournee abgeschossen wurde. Bogart nannte später seine Tochter zum Dank Leslie Howard.

### Der Filmstar

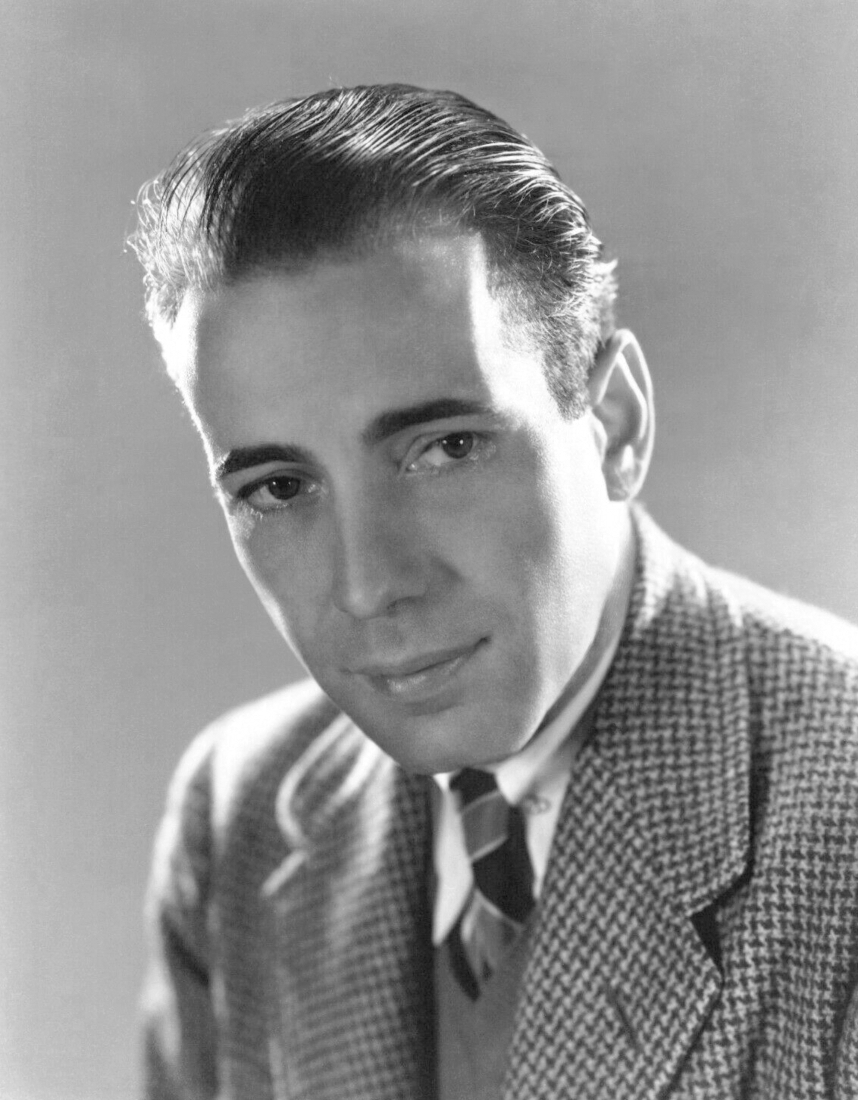
Humphrey Bogart (Ende der 1930er-Jahre)

Bogarts Erfolg als Darsteller von Gangstern führte zu zahlreichen weiteren Rollen gleicher Art. In diesen wurde er häufig erschossen, landete im Zuchthaus oder in der Todeszelle. Jack L. Warner beschäftigte Bogart kontinuierlich, zeigte jedoch kein Interesse daran, ihn zum Star zu machen, und vergab die interessantesten Einsätze als „heavy“ an Kollegen wie Edward G. Robinson, James Cagney, Paul Muni oder George Raft. Ein qualitativer Schritt nach vorne war für Bogart 1941 die tragische Hauptrolle des Gangsters im Film Entscheidung in der Sierra von Raoul Walsh; auch hier wären eigentlich Muni und Raft erste bzw. zweite Wahl gewesen, aber beide hatten die Rolle abgelehnt. Zudem lernte Bogart bei den Dreharbeiten zu diesem Film John Huston kennen, der das Drehbuch verfasst hatte. Die beiden verband von da an eine lebenslange Freundschaft.
Die Rolle des Privatdetektivs Sam Spade in der Verfilmung von Dashiell Hammetts Krimi Der Malteser Falke lehnten sowohl James Cagney als auch George Raft ebenfalls ab. John Huston griff daher 1941 für sein Debüt als Filmregisseur auf Bogart zurück. Die Spur des Falken wurde stilbildend und gilt als erster Vertreter des Film noir. Huston und Bogart machte der Erfolg des Films zu Stars ihrer Zünfte. Für den Schauspieler war der abgebrühte, oberflächlich von den Gangstern kaum zu unterscheidende Detektiv ein idealer Übergang vom Bösewicht zum Helden. Seine Gegenspieler waren Sydney Greenstreet, Peter Lorre und Elisha Cook jr., wobei vor allem die beiden Ersteren in den folgenden Jahren mehrmals in dieser Konstellation zu Bogart in Erscheinung traten.
Im Jahr darauf folgte denn auch Bogarts erster Einsatz als Protagonist einer romantischen Liebesgeschichte in dem schließlich zum Kultfilm gewordenen Drama Casablanca an der Seite von Ingrid Bergman. Casablanca wurde 1943 mit dem Oscar in der Kategorie „Bester Film“ ausgezeichnet, Bogart erhielt seine erste Oscar-Nominierung.
Danach spielte Bogart neben zahlreichen Routineproduktionen in einer ganzen Reihe von Klassikern, wie der Hemingway-Verfilmung Haben und Nichthaben (1944), der Chandler-Verfilmung Tote schlafen fest (1946), Der Schatz der Sierra Madre (1948) und im selben Jahr Gangster in Key Largo – neben seinem alten Rivalen Edward G. Robinson.

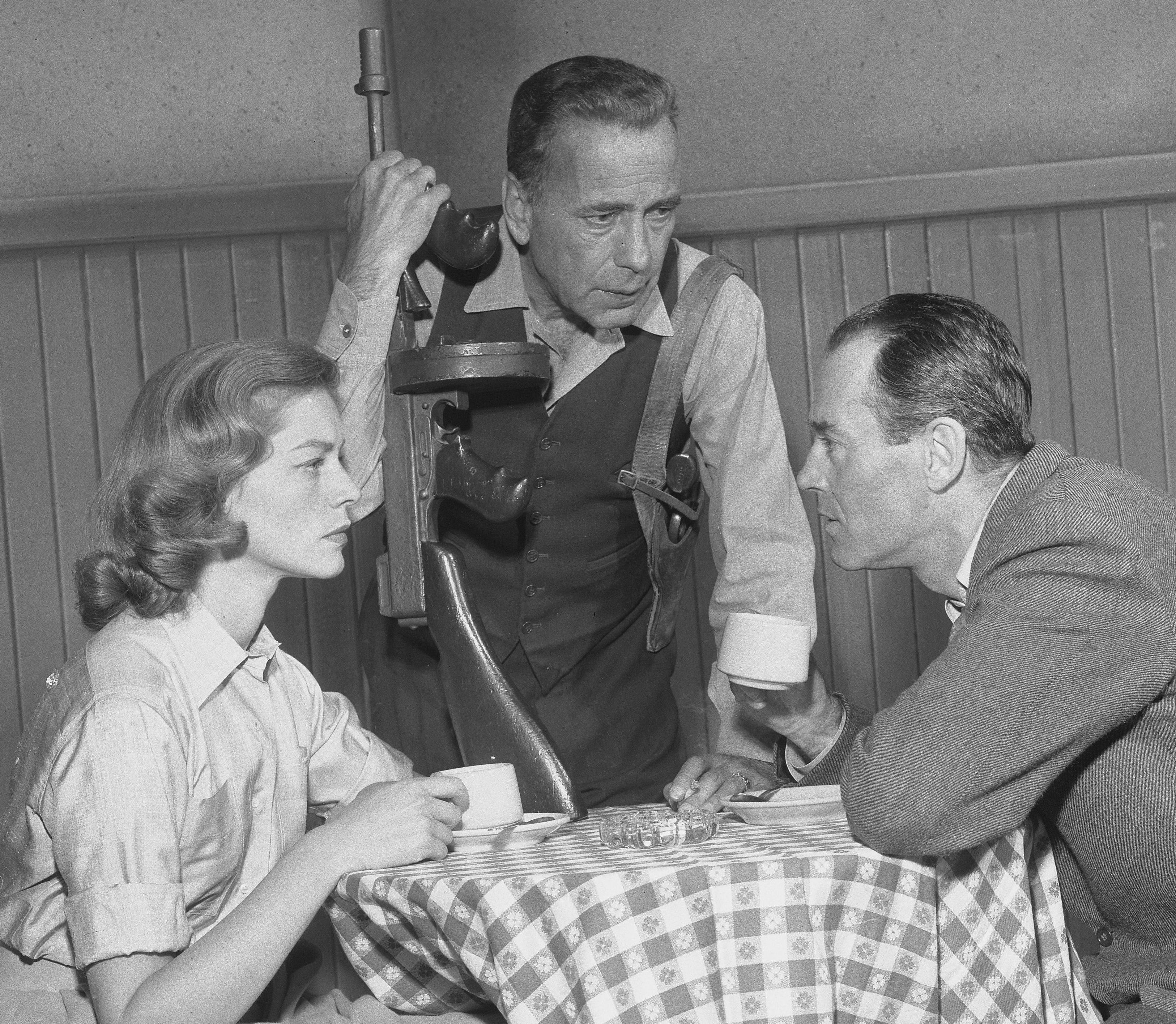
Bogart (Mitte) mit Lauren Bacall und Henry Fonda im Fernsehspiel Petrified Forest (1955)

1949 konnte Bogart sich von Warner Bros. unabhängig machen und gründete seine eigene Filmfirma Santana Pictures Corporation. Bis 1951 entstanden sechs abendfüllende Spielfilme. In zwei Filmen spielte er selbst nicht mit.
Gegen Ende seines Lebens fand Bogart zu großen Charakterrollen in aufwändigen Produktionen. 1952 bekam er für seine Rolle in John Hustons klassischem Abenteuerfilm African Queen neben Katharine Hepburn den Oscar als bester Hauptdarsteller. 1955 folgte seine letzte Oscar-Nominierung für die Darstellung des psychotischen Kapitäns in dem Kriegsfilm Die Caine war ihr Schicksal.
1954 durfte er in Billy Wilders romantischer Komödie Sabrina den seinen Bruder spielenden William Holden beim Werben um die 30 Jahre jüngere Audrey Hepburn ausstechen. 1955 war Bogart ein – wenn auch falscher – Priester in Die linke Hand Gottes. Im selben Jahr übernahm er für An einem Tag wie jeder andere noch einmal eine Gangsterrolle. Das Drama Schmutziger Lorbeer (1956) um Korruption im Boxsport war Bogarts letzter Film.

### Privatleben und Tod

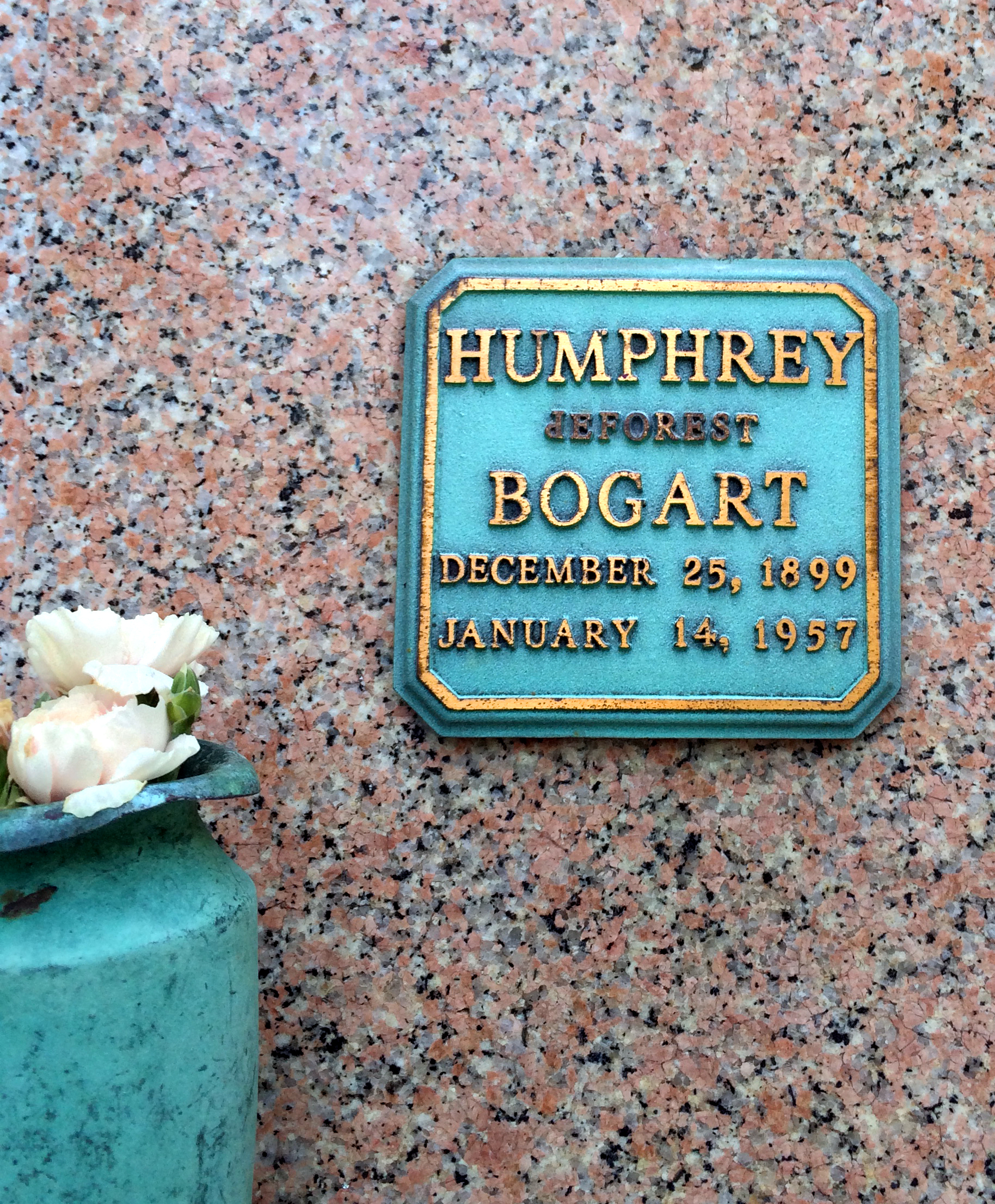
Bogarts Grabstelle im Forest Lawn Memorial Park in Glendale

Nach einer von 1926 bis 1927 dauernden Ehe mit der Bühnenschauspielerin Helen Menken (1901–1966) heiratete Bogart 1928 deren Kollegin Mary Philips (1901–1975). Philips arbeitete weiter am Broadway, während Bogart sich zumeist in Hollywood aufhielt. Die Ehe wurde 1938 geschieden. Im selben Jahr heiratete Bogart seine Kollegin Mayo Methot (1904–1951). Diese Ehe endete 1945 in Scheidung.
Bei den Dreharbeiten zu Haben und Nichthaben verliebte sich Bogart 1944 in seine fast 25 Jahre jüngere Filmpartnerin Lauren Bacall (1924–2014). Die beiden heirateten 1945. Das Paar trat in vier Filmen gemeinsam auf. 1949 wurde der Sohn Stephen geboren. 1952 folgte Tochter Leslie.
1982 veröffentlichte Bogarts langjährige persönliche Assistentin Verita Thompson (1918–2011) ein Buch mit dem Bekenntnis, sie sei ab 1942 einige Jahre seine Geliebte gewesen. Neben ihrer Tätigkeit als persönliche Assistentin war Thompson bei einigen Filmen auch Bogarts Haarstylistin (in seinen letzten Lebensjahren trug Bogart in Filmen meist ein Toupet).
Bogart war ein begeisterter Segler und besaß in den 1940er Jahren eine Segeljacht namens Santana. Nach ihr benannte er seine 1949 gegründete Filmfirma Santana Pictures Corporation.
Mitte der 1950er Jahre war bei Bogart Speiseröhrenkrebs festgestellt worden. Eine schwere Operation im Januar 1956 hatte nur noch eine palliative Wirkung. Humphrey Bogart starb am 14. Januar 1957 im Alter von 57 Jahren, abgemagert auf 36 Kilogramm. Bogarts Asche sollte – seinem Wunsch gemäß – auf dem Meer verstreut werden, was jedoch nicht gestattet wurde. Er wurde schließlich im Forest Lawn Memorial Park in Glendale, Kalifornien, beigesetzt.

## Nachwirkung
War Bogart zu Lebzeiten bereits ein anerkannter Charakterdarsteller, avancierte er ab den 1960er Jahren nach und nach zu einer Figur der globalen Popkultur, die auch die nachfolgenden Zuschauergenerationen ansprach. Der von ihm verkörperte Charakter des einzelgängerischen Zynikers im Trenchcoat, der unbeirrbar seinem Moralkodex folgt, gewann – ähnlich wie die von Marilyn Monroe verkörperte Blondine – eine ikonenhafte Dimension. 1999 wählte das American Film Institute Humphrey Bogart vor Cary Grant, James Stewart und Marlon Brando zum „größten männlichen amerikanischen Filmstar aller Zeiten“ und bestätigte so die herausgehobene filmgeschichtliche Bedeutung des Darstellers.

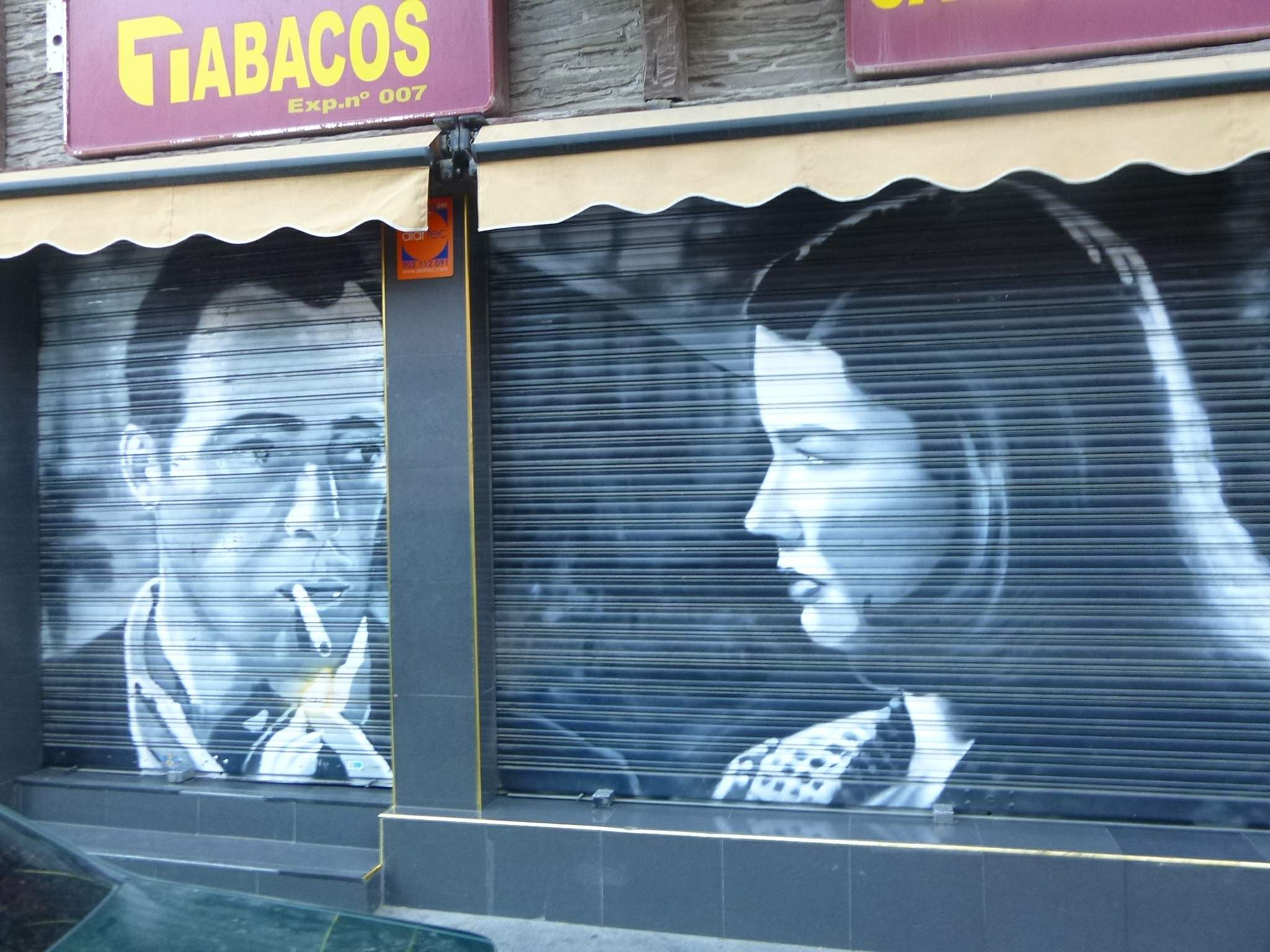
Graffiti von Bogart und Lauren Bacall in Madrid

Zahlreiche popkulturelle Anspielungen und Referenzen verweisen auf Humphrey Bogart. In seinen Rollen spielte er oft einen Kettenraucher, der zwar ständig eine Zigarette im Mundwinkel hat, sie aber oft schon nach wenigen Zügen wegwirft. Dieses von Kiffern als „egoistisch“ betrachtete Rauchverhalten wurde mit der Zeile „Don’t Bogart that joint, my friend“ angesprochen, die den Anfangsrefrain des von der Band Fraternity of Man 1968 veröffentlichten und nicht zuletzt durch den Kultfilm Easy Rider (1969) bekannt gewordenen Song Don’t Bogart Me bildet. Ursprünglich sollte auch der Refrain des Liedes Escape (The Piña Colada Song) von Rupert Holmes mit „If you like Humphrey Bogart“ beginnen. Der Name des Schauspielers wurde dann in letzter Minute jedoch durch den bekannten Cocktail ersetzt. Das transitive Verb to bogart wird im US-Englischen inzwischen in allgemeinerem Sinn von „etwas ohne zu teilen benutzen oder verbrauchen“ verwendet. Bogarts populärer, auch in Kreuzworträtseln abgefragter Spitzname „Bogey“ (auch „Bogie“) soll auf Spencer Tracy zurückgehen.
In seiner Komödie Mach’s noch einmal, Sam (1972) verkörperte Woody Allen einen tollpatschigen Filmkritiker, der gerne die Coolness und Männlichkeit von Bogart hätte und mit diesem halluzinatorische „Gespräche“ führt. Der österreichische Künstler Gottfried Helnwein schuf eine Version des bekannten Gemäldes Nighthawks von Edward Hopper, in der die namenlosen Figuren in der nächtlichen Bar durch die Popkultur-Ikonen Humphrey Bogart, Marilyn Monroe, James Dean und Elvis Presley ersetzt wurden. 1996 wurde das Abbild Bogarts auch als computergenerierter Darsteller für die Hauptrolle in der Folge You, Murderer aus der Fernsehserie Geschichten aus der Gruft verwendet.

## Deutsche Synchronstimmen
In vielen seit den 1970er Jahren hergestellten deutschen Synchronfassungen – darunter zahlreiche Neusynchronisationen – wurde Humphrey Bogart meist von Joachim Kemmer gesprochen; etwa in Casablanca, Entscheidung in der Sierra oder Haben und Nichthaben. In früher entstandenen Synchronfassungen seiner Filme wurde Bogart auch von Wolfgang Lukschy (zum Beispiel Sabrina), Paul Klinger (zum Beispiel erste deutsche Synchronfassung von Casablanca, Schach dem Teufel), Erwin Linder (zum Beispiel Die Maske runter), Erich Ebert (Geheimbund Schwarze Legion) oder O. E. Hasse (zum Beispiel Die Caine war ihr Schicksal) gesprochen.

## Filmografie
- 1928: The Dancing Town (Kurzfilm)
- 1929: Broadway’s Like That (Kurzfilm)
- 1930: A Devil with Women
- 1930: Up the River
- 1931: Body and Soul
- 1931: The Bad Sister
- 1931: Women of All Nations
- 1931: A Holy Terror
- 1932: Love Affair
- 1932: Big City Blues
- 1932: Three on a Match
- 1934: Call It Murder
- 1936: Der versteinerte Wald (The Petrified Forest)
- 1936: Wem gehört die Stadt? (Bullets or Ballots)
- 1936: Zwei gegen die Welt (Two Against the World)
- 1936: China Clipper
- 1936: Isle of Fury
- 1937: Geheimbund Schwarze Legion (Black Legion)
- 1937: Ordnung ist das halbe Leben (The Great O’Malley)
- 1937: Mord im Nachtclub (Marked Woman)
- 1937: Kid Galahad – Mit harten Fäusten (Kid Galahad)
- 1937: San Quentin / Alternativtitel: Flucht aus San Quentin
- 1937: Sackgasse (Dead End)
- 1937: Mr. Dodd geht nach Hollywood (Stand-In)
- 1938: Swingtime in the Movies (Kurzfilm, Cameo-Auftritt)
- 1938: Swing Your Lady
- 1938: Schule des Verbrechens (Crime School)
- 1938: Men Are Such Fools
- 1938: Das Doppelleben des Dr. Clitterhouse (The Amazing Dr. Clitterhouse)
- 1938: Racket Busters
- 1938: Chicago – Engel mit schmutzigen Gesichtern (Angels with Dirty Faces)
- 1939: King of the Underworld
- 1939: Oklahoma Kid (The Oklahoma Kid)
- 1939: Opfer einer großen Liebe (Dark Victory)
- 1939: You Can’t Get Away with Murder
- 1939: Die wilden Zwanziger (The Roaring Twenties)
- 1939: Das zweite Leben des Dr. X (The Return of Doctor X)
- 1939: Zwölf Monate Bewährungsfrist (Invisible Stripes)
- 1940: Goldschmuggel nach Virginia (Virginia City)
- 1940: Ein Nachtclub für Sarah Jane (It All Came True)
- 1940: Orchid, der Gangsterbruder (Brother Orchid)
- 1940: Nachts unterwegs (They Drive by Night)
- 1941: Entscheidung in der Sierra (High Sierra)
- 1941: Von Stadt zu Stadt (The Wagons Roll at Night)
- 1941: Die Spur des Falken (The Maltese Falcon)
- 1941: Agenten der Nacht (All Through the Night)
- 1942: Ich will mein Leben leben (In This Our Life) (Cameo-Auftritt)
- 1942: Der große Gangster (The Big Shot)
- 1942: Abenteuer in Panama (Across the Pacific)
- 1942: Casablanca
- 1943: Einsatz im Nordatlantik (Action in the North Atlantic)
- 1943: Thank Your Lucky Stars
- 1943: Sahara
- 1944: I Am an American (Kurzfilm)
- 1944: Fahrkarte nach Marseille (Passage to Marseille)
- 1944: Haben und Nichthaben (To Have and Have Not)
- 1945: Konflikt (Conflict)
- 1945: Hollywood Victory Caravan (Kurzfilm)
- 1946: Tote schlafen fest (The Big Sleep)
- 1947: Späte Sühne (Dead Reckoning)
- 1947: Die zwei Mrs. Carrolls (The Two Mrs. Carrolls)
- 1947: Die schwarze Natter (Dark Passage)
- 1947: Always Together
- 1948: Der Schatz der Sierra Madre (The Treasure of the Sierra Madre)
- 1948: Gangster in Key Largo (Key Largo)
- 1949: Vor verschlossenen Türen (Knock on Any Door)
- 1949: Tokio-Joe (Tokyo Joe)
- 1950: Des Teufels Pilot (Chain Lightning)
- 1950: Ein einsamer Ort (In a Lonely Place)
- 1951: Der Tiger (The Enforcer)
- 1951: Sirocco – Zwischen Kairo und Damaskus (Sirocco)
- 1951: African Queen (The African Queen)
- 1952: Die Maske runter (Deadline – U.S.A.)
- 1952: Der Weg nach Bali (Road to Bali)
- 1953: Arzt im Zwielicht (Battle Circus)
- 1954: Liebeslotterie (The Love Lottery) (Cameo-Auftritt)
- 1953: Schach dem Teufel (Beat the Devil)
- 1954: Die Caine war ihr Schicksal (The Caine Mutiny)
- 1954: Sabrina
- 1954: Die barfüßige Gräfin (The Barefoot Contessa)
- 1955: Wir sind keine Engel (We’re No Angels)
- 1955: Die linke Hand Gottes (The Left Hand of God)
- 1955: An einem Tag wie jeder andere (The Desperate Hours)
- 1956: Schmutziger Lorbeer (The Harder They Fall)

## Auszeichnungen

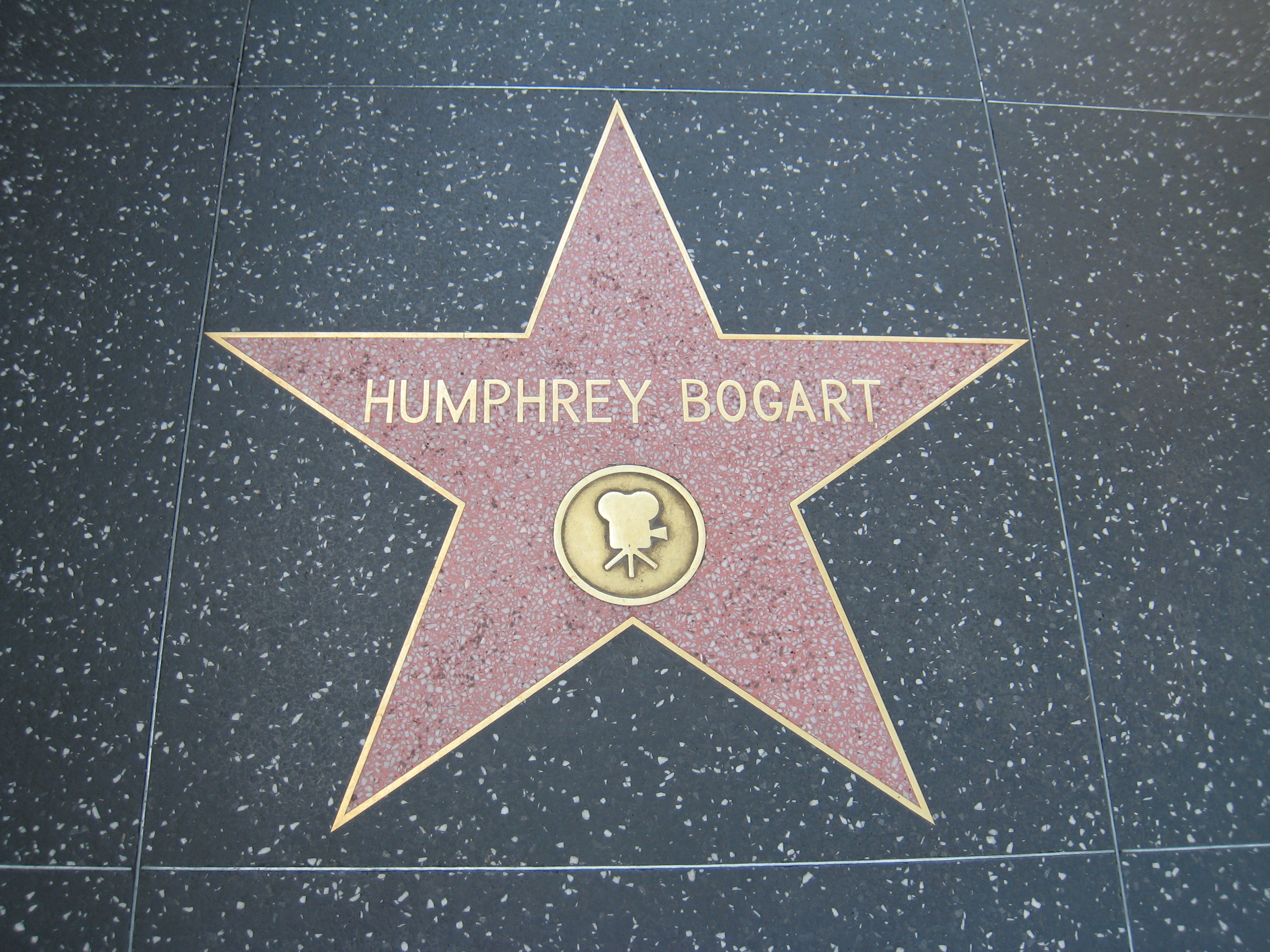
Humphrey Bogarts Stern auf dem Hollywood Walk of Fame

- 1942: Nominierung für den New York Film Critics Circle Award als bester Hauptdarsteller für Casablanca und Abenteuer in Panama
- 1944: Nominierung für den Oscar als bester Hauptdarsteller für Casablanca
- 1952: Oscar als bester Hauptdarsteller für African Queen
- 1953: Nominierung für den British Academy Film Award als bester ausländischer Darsteller für African Queen
- 1954: Nominierung für den New York Film Critics Circle Award als bester Hauptdarsteller für Die Caine war ihr Schicksal
- 1955: Nominierung für den Oscar als bester Hauptdarsteller für Die Caine war ihr Schicksal
- 1960: Stern auf dem Hollywood Walk of Fame (6322 Hollywood Blvd.)
- 1999: Platz 1 in der Liste der 25 größten männlichen Filmlegenden des American Film Institute
- Die von Bogart verkörperten Figuren Rick Blaine (Casablanca) und Philip Marlowe (Tote schlafen fest) wurden vom American Film Institute zu den „100 größten Helden des amerikanischen Films“ gewählt (Blaine auf Platz 4 und Marlowe auf Platz 32).